# Neolindus
Neolindus (лат.) — род коротконадкрылых жуков из подсемейства Paederinae (Staphylinidae). Известно около 60 видов.

## Распространение и экология
Неотропика. Род можно встретить в различных местах Южной и Центральной Америки. В Центральной Америке ареал простирается от юга Мексики в штате Чьяпас до Панамы, включая данные из Гондураса, Коста-Рики и Никарагуа. В Южной Америке Neolindus известен из Венесуэлы, Колумбии, Эквадора, Перу, Боливии, Бразилии, Суринама, Гайаны и Французской Гвианы, причем самым южным местом обитания является боливийский департамент Пандо. Виды Neolindus обычно встречаются в лесной подстилке на высотах от 2 (N. utriensis) до 2900 м над уровнем моря (N. campbelli).

## Описание
Мелкие коротконадкрылые жуки. Длина тела 5—13 мм. Голова, переднеспинка и брюшко от светло- или темно-коричневых до черных, брюшная межсегментная мембрана светло-коричневая, только у некоторых видов темнее (например, Neolindus maya и N. parahermani); придатки коричневые, иногда светлее, чем тело.

## Систематика
Известно около 60 видов из трибы Cylindroxystini (Paederinae). От близкого рода Cylindroxystus отличается наличием одной или двух пар головных трихоботрий, которых нет у Cylindroxystus. Современное название рода было предложено в 1933 году австрийским энтомологом Отто Шеерпельцем (1888—1975) для замены первого преоккупированного имени Lindus Sharp, 1876.
- Neolindus agilis[3]
- Neolindus amazonicus[4]
- Neolindus apiculus[3]
- Neolindus basisinuatus[3]
- Neolindus bicornis[1]
- Neolindus bidens[3]
- Neolindus brachati[5]
- Neolindus brachiatus[3]
- Neolindus brewsterae[3]
- Neolindus bullus[3]
- Neolindus campbelli[3]
- Neolindus cephalochymus[3]
- Neolindus cuneatus[3]
- Neolindus densus[3]
- Neolindus dichymus[3]
- Neolindus elegans[1]
- Neolindus hamatus[3]
- Neolindus hanagarthi
- Neolindus hermani[6]
- Neolindus incanalis[3]
- Neolindus irmleri[6]
- Neolindus lirellus[3]
- Neolindus lodhii[3]
- Neolindus longithorax[1]
- Neolindus luciamans[5]
- Neolindus luxipenis[1]
- Neolindus maya[1]
- Neolindus milleri[3]
- Neolindus minutus[1]
- Neolindus napo[1]
- Neolindus niger[1]
- Neolindus ornatus[1]
- Neolindus parahermani[1]
- Neolindus parallelus[3]
- Neolindus paraplectrus[1]
- Neolindus parasinuatus[1]
- Neolindus pastazae[7]
- Neolindus parautriensis[1]
- Neolindus peruvianus
- Neolindus plectrus[3]
- Neolindus procarinatus[3]
- Neolindus prolatus[3]
- Neolindus pseudosensillaris[1]
- Neolindus pumicosus[3]
- Neolindus punctiventris
- Neolindus punctogularis[3]
- Neolindus religans[8]
- Neolindus retusus[3]
- Neolindus rudiculus[3]
- Neolindus sauron[1]
- Neolindus schubarti
- Neolindus sibyllae[1]
- Neolindus sinuatus[3]
- Neolindus triangularis[1]
- Neolindus tropicalis[1]
- Neolindus unilobus[3]
- Neolindus utriensis[1]
- Neolindus verhaaghi[7]
- Neolindus volkeri[1]
- Neolindus yotokae[1]